# 内山優衣
内山 優衣（うちやま ゆい、2001年9月27日 - ）は、日本の女子バレーボール選手である。

## 来歴
佐賀県小城市出身。
八女学院高等学校、長崎国際大学を経て、2023-24シーズン、V.LEAGUE DIVISION1 WOMEN（V1女子）に所属する岡山シーガルズの内定選手となった。内定選手としてV1女子の試合に出場し、Vリーグデビューを果たした。

## 所属チーム
- 八女学院高等学校（2017-2020年）
- 長崎国際大学（2020-2024年）
- 岡山シーガルズ（2024年-）